# 多花脆兰
多花脆兰（学名：Acampe rigida）为兰科脆兰属下的一个种。模式标本采自尼泊尔。其种加词“rigida”来源于拉丁文“rigidus”，意为“坚硬的，僵硬的”。

## 蕉蘭之中醫藥療治價值
蕉蘭之根、葉可入藥，性味辛、微苦，可活絡止痛。

## 扩展阅读
- 云南：发现世界首例雨媒植物多花脆兰 （页面存档备份，存于）